# Sanyuan, Fujian
Sanyuan är det centrala stadsdistriktet i Sanmings stad på prefekturnivå i provinsen Fujian i sydöstra Kina. Sedan februari 2021 inkluderar det det tidigare stadsdistriktet Meilie, där stadens stadsfullmäktige har sitt säte.

## Administrativ indelning
Sanyuan är indelat i sju stadsdelsdistrikt, fyra köpingar, en socken och en administrativ enhet på sockennivå.
Stadsdelsdistrikt (jiedao):

- Baisha (白沙街道)
- Chengguan (城关街道)
- Fuxingbao (富兴堡街道)
- Jingxi (荆西街道)
- Liedong (列东街道)
- Liexi (列西街道)
- Xubi (徐碧街道)

Köpingar (zhen):

- Chenda (陈大镇)
- Xinkou (莘口镇)
- Yangxi (洋溪镇)
- Yanqian (岩前镇)

Socknar (xiang):

- Zhongcun (中村乡)

Område på sockennivå:
- Fujian Meilie Jingji Kaifaqu ekonomisk utvecklingszon (福建梅列经济开发区)